# Parallelia rigidistria
Parallelia rigidistria là một loài bướm đêm trong họ Erebidae.